# Informationsteknologi
 "IT" omdirigeres hertil. For andre betydninger af IT, se IT (flertydig).
 Der er for få eller ingen kildehenvisninger i denne artikel, hvilket er et problem. Du kan hjælpe ved at angive troværdige kilder til de påstande, som fremføres i artiklen.

Informationsteknologi eller it er et bredt emne, der omfatter teknologi og andre aspekter af styring og behandling af information i større organisationer. Langt det meste informationsteknologi er i dag digital informationsteknologi.
Centrale begreber er software og hardware.
Særligt omfatter it brug af computere til indsamling, lagring, behandling, overførelse og præsentation af information. Derfor kaldes folk, der arbejder med computere, ofte for it-konsulenter og en afdeling, der beskæftiger sig med it, for en it-afdeling. Betegnelsen bruges også i navnet IT-Universitetet i København.
Teoretisk set kan man betragte enhver teknologi, der bruges til at modtage, sende eller lagre information som informationsteknologi, men med den definition er en blyant også at betragte som informationsteknologi, så den definition bruges ikke i praksis.
Digital informationsteknologi har tidligere heddet edb (elektronisk databehandling). Nogle bruger forkortelsen IKT (informations- og kommunikationsteknologi), men denne forkortelse har aldrig vundet større udbredelse.
Det teoretiske studie af digital informationsteknologi kaldes på nogle universiteter for datalogi.